# Бабина Рієка (Доні Кукурузари)
Бабина Рієка (хорв. Babina Rijeka) — населений пункт у Хорватії, у Сисацько-Мославинській жупанії у складі громади Доні Кукурузари.

## Населення
Населення за даними перепису 2011 року становило 127 осіб.
Динаміка чисельності населення поселення:

## Клімат
Середня річна температура становить 10,76 °C, середня максимальна – 25,06 °C, а середня мінімальна – -6,12 °C. Середня річна кількість опадів – 1013 мм.
| Клімат поселення                              | Клімат поселення | Клімат поселення | Клімат поселення | Клімат поселення | Клімат поселення | Клімат поселення | Клімат поселення | Клімат поселення | Клімат поселення | Клімат поселення | Клімат поселення | Клімат поселення | Клімат поселення |
| Показник                                      | Січ.             | Лют.             | Бер.             | Квіт.            | Трав.            | Черв.            | Лип.             | Серп.            | Вер.             | Жовт.            | Лист.            | Груд.            |                  |
| Середній максимум, °C                         | 7,04             | 8,89             | 13,23            | 17,38            | 21,87            | 25,06            | 23,86            | 23,26            | 19,68            | 15,02            | 9,62             | 5,42             |                  |
| Середня температура, °C                       | 0,46             | 2,32             | 6,66             | 10,81            | 15,29            | 18,49            | 20,24            | 19,65            | 16,05            | 11,38            | 5,99             | 1,80             |                  |
| Середній мінімум, °C                          | −6,12            | −4,27            | 0,08             | 4,22             | 8,71             | 11,90            | 16,62            | 16,04            | 12,46            | 7,78             | 2,38             | −1,81            |                  |
| Норма опадів, мм                              | 63               | 61               | 70               | 85               | 89               | 98               | 90               | 91               | 91               | 94               | 100              | 81               |                  |
| Середньомісячна швидкість вітру, м/с          | 1.70             | 1.89             | 2.24             | 2.16             | 2.00             | 1.80             | 1.80             | 1.62             | 1.62             | 1.71             | 1.74             | 1.77             |                  |
| Середньомісячна сонячна радіація, кДж/м²·день | 4395             | 7132             | 10834            | 15239            | 19388            | 21507            | 22708            | 19747            | 14632            | 9152             | 4926             | 3595             |                  |
| --------------------------------------------- | ---------------- | ---------------- | ---------------- | ---------------- | ---------------- | ---------------- | ---------------- | ---------------- | ---------------- | ---------------- | ---------------- | ---------------- | ---------------- |
| Джерело:                                      |                  |                  |                  |                  |                  |                  |                  |                  |                  |                  |                  |                  |                  |